# Liste der Kulturgüter in Gibloux
Die Liste der Kulturgüter in Gibloux enthält alle Objekte in der Schweizer Gemeinde Gibloux im Kanton Freiburg, die gemäss der Haager Konvention zum Schutz von Kulturgut bei bewaffneten Konflikten, dem Bundesgesetz vom 20. Juni 2014 über den Schutz der Kulturgüter bei bewaffneten Konflikten sowie der Verordnung vom 29. Oktober 2014 über den Schutz der Kulturgüter bei bewaffneten Konflikten unter Schutz stehen.
Objekte der Kategorien A und B sind vollständig in der Liste enthalten, Objekte der Kategorie C fehlen zurzeit (Stand: 1. Januar 2023).

## Kulturgüter
| Foto | | Objekt | Kat. | Typ | Standort                                                    | Beschreibung |
| ---- | --- | --- | ---- | --- | ----------------------------------------------------------- | ------------ |
| ja   | Datei hochladen · Wikidata zu Kirche Saint-Vincent (Q24613427)                                                     | Kirche Saint-Vincent / Église Saint-Vincent KGS-Nr.: 02061                                                                                                | A    | G   | Farvagny-le-Grand, Place de l'Eglise 1 571536 / 174596      |              |
| ja   | Datei hochladen · Wikidata zu Illens, Ruinen der mittelalterlichen Burg (Q2968272)                                 | Illens, Ruinen der mittelalterlichen Burg / Illens, ruines du château médiéval KGS-Nr.: 02303                                                             | A    | F/G | Rossens, Route d'Illens 200 574920 / 176430                 |              |
| ja   | Datei hochladen · Wikidata zu Kapelle Notre-Dame-de-la-Visitation (Q24576809)                                      | Kapelle Notre-Dame-de-la-Visitation / Chapelle Notre-Dame-de-la-Visitation KGS-Nr.: 09955                                                                 | A    | G   | Posat, Chemin de la Glâne 10a 570535 / 176075               |              |
| BW   | Datei hochladen · Wikidata zu Pfarrkirche Saint-Clément (Q29694601)                                                | Pfarrkirche Saint-Clément / Eglise paroissiale Saint-Clément KGS-Nr.: 02030                                                                               | B    | G   | Estavayer-le-Gibloux, Rue de l'Eglise 20 568390 / 174615    |              |
| BW   | Datei hochladen · Wikidata zu Vogteischloss (Q29694551)                                                            | Vogteischloss / Château baillival KGS-Nr.: 02060 | B    | G   | Farvagny-le-Grand, Impasse du Château 2, 4 571480 / 174660  |              |
| BW   | Datei hochladen · Wikidata zu Schlösschen Gottrau, nachher Gady (Q29694635)                                        | Schlösschen Gottrau, nachher Gady / Châtelet de Gottrau, puis de Gady KGS-Nr.: 02360                                                                      | B    | G   | Vuisternens-en-Ogoz, Impasse du Château 25 570875 / 173325  |              |
| BW   | Datei hochladen · Wikidata zu Pfarrhaus (Q29694568)                                                                | Pfarrhaus / Cure KGS-Nr.: 13035 | B    | G   | Corpataux, Route du Centre 77 573980 / 177072               |              |
| ja   | Datei hochladen · Wikidata zu Kapelle der Présentation-de-la-Vierge, bekannt als Notre-Dame-de-Montban (Q29694522) | Kapelle der Présentation-de-la-Vierge, genannt Notre-Dame-de-Montban / Chapelle de la Présentation-de-la-Vierge dite Notre-Dame-de-Montban KGS-Nr.: 13069 | B    | G   | Farvagny-le-Grand, Impasse de la Chapelle 1 570984 / 174239 |              |
| ja   | Datei hochladen · Wikidata zu Pfarrkirche Saint-Jean-l'Evangéliste (Q29694584)                                     | Pfarrkirche Saint-Jean-l’Evangéliste / Église paroissiale Saint-Jean-l’Evangéliste KGS-Nr.: 13357                                                         | B    | G   | Vuisternens-en-Ogoz, Chemin de l’École 2 570522 / 173025    |              |
| BW   | Datei hochladen · Wikidata zu Bauernhaus Villet (Q29694618)                                                        | Bauernhaus Villet / Ferme Villet KGS-Nr.: 13358 | B    | G   | Vuisternens-en-Ogoz, Route de Villarlod 61 570542 / 172985  |              |
| BW   | Datei hochladen · Wikidata zu Bauernhof des Richters und Gemeindepräsidenten Antoine Bovigny (Q29694609)           | Bauernhof des Richters und Gemeindepräsidenten Antoine Bovigny / Ferme du juge et syndic Antoine Bovigny KGS-Nr.: 13359                                   | B    | G   | Vuisternens-en-Ogoz, Route de Villarlod 79 570412 / 172864  |              |
| BW   | Datei hochladen · Wikidata zu Kapelle Saint-Claude (Q29694536)                                                     | Kapelle Saint-Claude / Chapelle Saint-Claude KGS-Nr.: 13366                                                                                               | B    | G   | Farvagny-le-Petit, Route St-Claude 33a 572020 / 175320      |              |
| BW   | Datei hochladen · Wikidata zu Au Village, römische Villa, Schrein und Annexbau (Q123857578)                        | Au Village, römische Villa, Schrein und Annexbau / Au Village, villa, sanctuaire et annexe gallo-romains KGS-Nr.: 16342                                   | B    | F   | Estavayer-le-Gibloux 568408 / 174616                        |              |